# When Ski Lifts Go Wrong
『When Ski Lifts Go Wrong』は、イギリスのインディーゲームスタジオHugecalf Studiosが開発しCurve Digitalより2019年1月23日に発売されたパズルゲーム。日本のNintendo Switch版は『建築!ゴンドラ&リフト』のタイトルでDigital Bardsより発売されている。
早期アクセス版の開発当初は『Carried Away』というタイトルだったが、正式版発売直前の2018年11月より現在のものに変更された。

## 概要
スキー場を舞台に、スキーリフトの足場や橋などを建設して利用客たちを目的地まで運ぶことを目指す作品。ゲーム内では物理演算エンジンが使用されており、足場のバランスやリフトの重さ、リフトが吊られるケーブルの張力などに配慮しながら建設を進めていく。また、一部のステージではアクションゲーム的な要素もあり、ジャンプ台などの足場を組んだ後に、雪山でのスキーヤーやスノーモービル、夏山での自転車やオートバイをプレイヤーが操作し目的地へ導く。
本作の開発前にHugecalf Studiosのメンバーの一人がスノーボードのインストラクターをしていた時、指導する子供がスキーリフトを早く降りてしまったことでバランスを崩し雪に頭から突っ込むという出来事があった。子供は無事だったが、このことが、スキーリフトの危険性と関連したゲームのアイデアを思い付くきっかけとなった。

## システム
足場に使用する資材には複数の種類があり、建設時には予算からお金が差し引かれる。リフトを運ぶには足場に滑車を設置しケーブルを始点から終点まで張る必要がある。設置後に実行に移し、利用者が目的地に到達すればステージクリアで、障害物に衝突するなどして到達できなければ失敗となる。
前述のようにステージ内では物理法則が働いている。資材には強度が設定されており一定以上の力が加わると破損するため、負荷の大きい部分を補強する構造を考える必要がある。各資材の負荷の度合いは、小さいほうから緑・黄・赤の色で示される。
各ステージには、通常のクリア目標のほかに「ボーナス目標」が設定されている。これは、足場が破損しなかったか、予算内でクリアできたか、ステージ内にある星が刻印されたメダルを取得したかの3種類で、すべて同時に達成するとトロフィーを獲得する。
「サンドボックス」モードでは、資材を自由に配置しオリジナルステージを作成することができる。